# Матюченкове
Ма́тюченкове — село в Україні, у Кам'янському районі Дніпропетровської області. Населення за переписом 2001 року складало 244 особи. Входить до складу Верхньодніпровської міської громади.

## Географія
Село Матюченкове знаходиться на правому березі річки Самоткань, вище за течією на відстані 1 км розташоване село Павло-Григорівка, нижче за течією на відстані 1 км розташоване село Новогригорівка, на протилежному березі — село Боровківка.

## Назва
Село назване на честь Артема Семеновича Матюченка, місцевого більшовика, учасника встановлення радянської влади.

## Населення

### Мова
Розподіл населення за рідною мовою за даними перепису 2001 року:
| Мова       | Відсоток |
| ---------- | -------- |
| українська | 94,3 %   |
| російська  | 5,7 %    |